# Spalle larghe
Youngblood - Spalle larghe (Youngblood) è un film drammatico statunitense del 1986, interpretato da Rob Lowe, Patrick Swayze, Cynthia Gibb, Keanu Reeves e Ed Lauter.

## Trama
Il diciassettenne americano Dean Youngblood ha il pallino dell'hockey, e sogna di giocare nella squadra del National Hockey League. Ci riuscirà, ma non sarà facile sia cavarsela nel duro e violento allenamento del gioco, sia farsi accettare dai componenti della nuova squadra già ben affiatati e più grandi di lui, guidati dal capitano e leader Derek Sutton. Inoltre, Dean passa fin troppo tempo seduto in panchina, forse a causa della gelosia dell'allenatore Murray Chadwick, padre della bella e giovane Jessie (figlia del Coach) che tifa sempre per lui.
Il momento di difficoltà più grande arriva quando proprio il leader del gruppo viene gravemente ferito durante una partita dallo scorretto Carl Racki, al punto di compromettere definitivamente la sua carriera. Dean, ferito e scoraggiato, decide di tornare nella fattoria paterna dove lo attendono il padre Blane, e il fratello Kelly, entrambi ex giocatori professionisti. Lo alleneranno sia nella tattica sportiva che nella difesa contro la brutalità di alcuni giocatori, fino al far riemergere nel ragazzo il coraggio necessario ad affrontare l'importante partita, il Memorial Cup playoff tra la sua squadra e il Thunder Bay Bombers, e vendicare l'amico Derek.

## Produzione
La storia del film è la quasi totale autobiografia del regista Peter Markle. Le riprese del film si sono svolte nella città di Toronto. Gli interni sono stati girati nel Ted Reeve Arena, la Hamilton Mustangs e lo Scarborough Gardens Arena. I diritti televisivi di Youngblood sono detenuti dal canale tv Versus, che mandò in onda il film durante i playoff della Stanley Cup.